# 今泉文彦
今泉 文彦（いまいずみ ふみひこ、1952年〈昭和27年〉10月3日 - ）は、日本の政治家。元茨城県石岡市長（2期）。

## 来歴
茨城県石岡市出身。石岡市立石岡小学校、石岡市立石岡中学校、茨城県立土浦第一高等学校卒業。早稲田大学中退。大学在学中はワセダミステリクラブに所属した。1976年（昭和51年）6月、石岡市役所に入庁。
2009年（平成21年）9月、同市役所を退職。同年10月25日に行われた石岡市長選挙に出馬。いずれも新人同士（4名）の戦いであったが次点で落選。市長には元市議の久保田健一郎が当選した。
2010年（平成22年）4月から茨城大学客員研究員を務める。
2013年（平成25年）10月27日に行われた市長選挙に再出馬。現職の久保田健一郎との一騎討ちを制し初当選した（今泉：17,684票、久保田：16,290票）。投票率は53.19％。11月6日、市長就任。
2015年（平成27年）4月、『スーパー公務員Handbook ―全体の奉仕者を目指して―』を書き下ろした。1000部刊行し、市役所の全職員約650人と市立の小中学校へ配布した。2017年（平成29年）に無投票で再選。
2019年（令和元年）3月、パーキンソン病のリハビリのため療養に入った。4月に公務復帰したが、2020年（令和2年）3月18日、「体力が低下し、気力も限界に達した」などとして4月7日付での辞職願を市議会議長に提出した。

## 著書
- 『あした会えるさ―忠犬タローものがたり』（茨城新聞社、2012年1月25日） ISBN 978-4872732689